# Garnierita

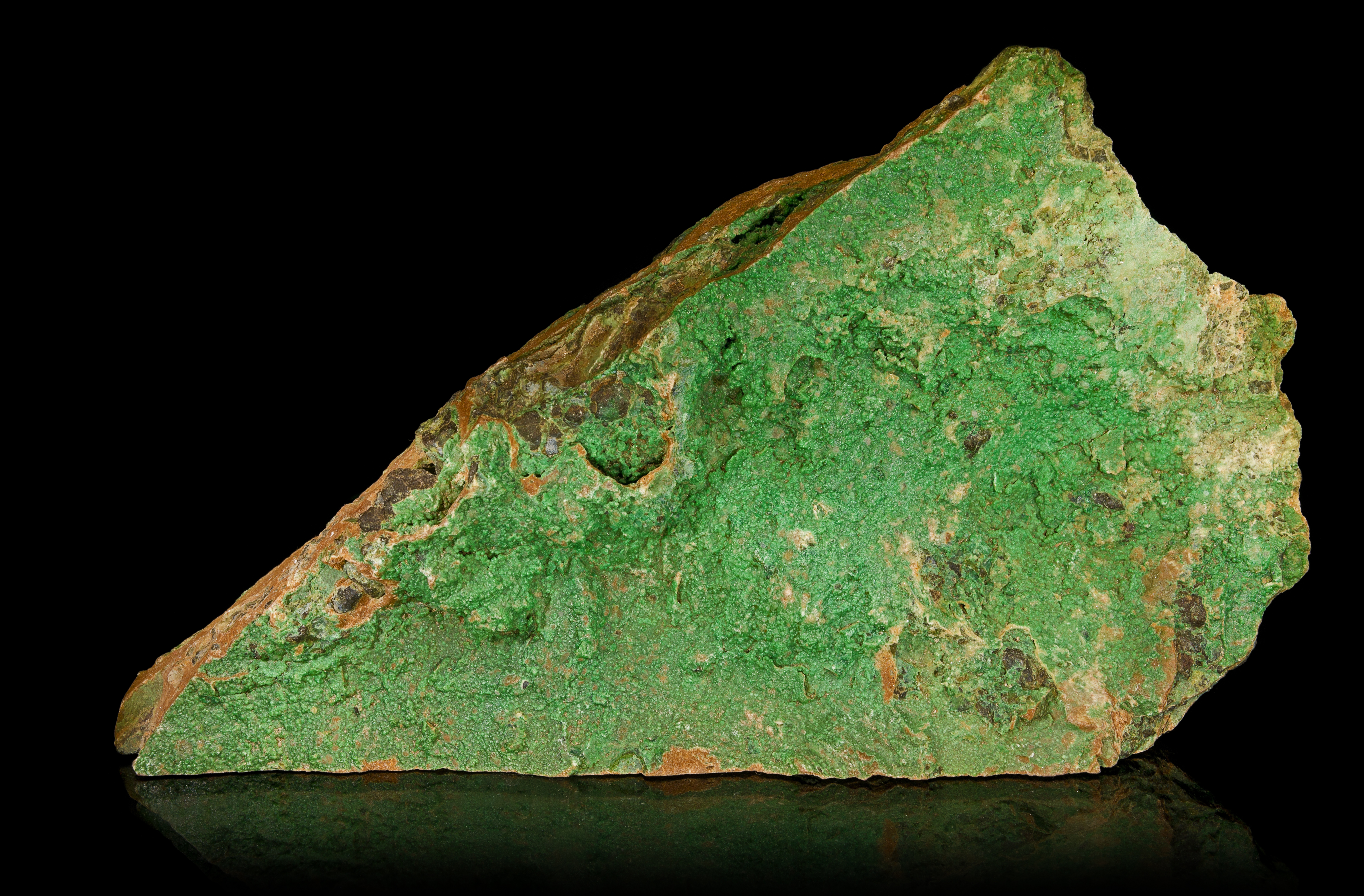
Garnierita.

La garnierita (Si4O13[Ni, Mg]2•2 H2O) es un nombre general para un mineral verde de níquel que se encuentra en depósitos y vetas dentro a la intemperie y en rocas ultramáficas serpentinizadas. Se forma por la erosión de las rocas laterítico ultramáficas y ocurre en muchos de los depósitos lateríticos de níquel en el mundo. Es un mineral de níquel importante, que tiene un gran porcentaje en peso de NiO. Ya que la garnierita no es un nombre de mineral reconocido de acuerdo con la Comisión de nuevos minerales, nomenclatura y clasificación (CNMNC), parte de la Asociación Mineralógica Internacional, no hay composición definida o fórmula universalmente adoptada. Algunas de las composiciones propuestas son silicatos hidratados de magnesio y níquel, un nombre general para los hidrosilicatos de Ni-Mg que normalmente se producen como una mezcla íntima y que comúnmente incluye dos o más de los siguientes minerales: serpentina, talco, sepiolita, esmectita o clorita, y silicatos de Ni-Mg, con o sin aluminio, que tienen patrones de difracción de rayos X típicos de la serpentina, talco, sepiolita, clorita, vermiculita o una mezcla de todas ellos.

## Historia
Jules Garnier, un geólogo francés, publicó su trabajo sobre la geología de Nueva Caledonia en 1867, anunciando el descubrimiento de níquel allí.  A. Liversidge escribió en 1874 un artículo en el que identificaba un nuevo mineral en Nueva Caledonia (que nombró noumeaita) y envió una copia de su artículo a Garnier; Garnier le respondió que ese nuevo mineral aparentaba ser muy parecido a un mineral que él ya había descrito en un artículo de 1869. Liversidge cambió el nombre del nuevo mineral a garnierita y nombró como noumeaita a un segundo mineral que se encuentra en la misma zona general en Nueva Caledonia.
Las garnierias fueron el primer mineral de níquel explotado en Nueva Caledonia. Su alta concentración de ese metal permitió una minería artesanal, que ha dejado muchas huellas en el macizo caledoniano. Prácticamente agotado hoy, ahora son la saprolita y la laterita las que tienen interés minero. Se puede utilizar como gema.